# Bundestagswahlkreis Freiberg – Brand-Erbisdorf – Flöha – Marienberg
Der Bundestagswahlkreis Freiberg – Brand-Erbisdorf – Flöha – Marienberg war von 1990 bis 2002 ein Wahlkreis in Sachsen. Er besaß die Nummer 321 und umfasste zu Beginn die Landkreise Freiberg, Brand-Erbisdorf, Flöha und Marienberg. Im Rahmen der Wahlkreisreform von 2002, bei der die Anzahl der Wahlkreise in Sachsen von 21 auf 17 reduziert wurde, ging das Gebiet des Wahlkreises weitestgehend im Wahlkreis Freiberg – Mittlerer Erzgebirgskreis auf.
Das Direktmandat wurde stets von Joachim Schmidt (CDU) gewonnen.

## Bundestagswahl 1998
| Kandidaten                                          | Kandidaten                   | Parteien/Listen                                                | Erststimmen | Erststimmen | Zweitstimmen | Zweitstimmen |
| Kandidaten                                          | Kandidaten                   | Parteien/Listen                                                | Stimmen     | %           | Stimmen      | %            |
| --------------------------------------------------- | ---------------------------- | -------------------------------------------------------------- | ----------- | ----------- | ------------ | ------------ |
|                                                     | Joachim Schmidtgewählt im WK | CDU                                                            | 55.777      | 39,5        | 48.729       | 34,3         |
|                                                     | Thomas Beier                 | SPD                                                            | 38.614      | 27,4        | 37.540       | 26,4         |
|                                                     | Rainer Ortleb                | F.D.P.                                                         | 5.209       | 3,7         | 5.767        | 4,1          |
|                                                     | Eberhard Langer              | PDS                                                            | 25.412      | 18,0        | 25.521       | 18,0         |
|                                                     | Jörg Thümmler                | GRÜNE                                                          | 5.200       | 3,7         | 5.150        | 3,6          |
|                                                     | −                            | REP                                                            | –           | –           | 3.670        | 2,6          |
|                                                     | –                            | ödp                                                            | –           | –           | 239          | 0,2          |
|                                                     | –                            | GRAUE                                                          | –           | –           | 382          | 0,3          |
|                                                     | −                            | PBC                                                            | –           | –           | 637          | 0,4          |
|                                                     | –                            | Pro DM                                                         | –           | –           | 3.453        | 2,4          |
|                                                     | −                            | NPD                                                            | –           | –           | 1.619        | 1,1          |
|                                                     | Dieter Tanneberger           | BFB – Die Offensive                                            | 10.156      | 7,2         | 4.235        | 3,0          |
|                                                     | –                            | DVU                                                            | –           | –           | 4.410        | 3,1          |
|                                                     | –                            | Chance 2000                                                    | –           | –           | 426          | 0,3          |
|                                                     | Carsten Kohlschmidt          | Letzte Chance „Kunstverein Richard ohne Sorge“ seit 1991 i. G. | 778         | 0,6         | –            | –            |
| Gesamt                                              | Gesamt                       | Gesamt                                                         | 141.146     | 100         | 141.963      | 100          |
|                                                     |                              |                                                                |             |             |              |              |
| Ungültige Stimmen                                   | Ungültige Stimmen            | Ungültige Stimmen                                              | 3.783       | 2,6         | 2.966        | 2,0          |
| Wähler                                              | Wähler                       | Wähler                                                         | 144.929     | 83,9        | 144.929      | 83,9         |
| Wahlberechtigte                                     | Wahlberechtigte              | Wahlberechtigte                                                | 172.732     |             | 172.732      |              |
|                                                     |                              |                                                                |             |             |              |              |
| Quellen: Der Bundeswahlleiter, Kandidaten – Stimmen |                              |                                                                |             |             |              |              |

## Bundestagswahl 1994
| Kandidaten                             | Kandidaten                   | Parteien/Listen   | Erststimmen | Erststimmen | Zweitstimmen | Zweitstimmen |
| Kandidaten                             | Kandidaten                   | Parteien/Listen   | Stimmen     | %           | Stimmen      | %            |
| -------------------------------------- | ---------------------------- | ----------------- | ----------- | ----------- | ------------ | ------------ |
|                                        | Joachim Schmidtgewählt im WK | CDU               | 70.397      | 56,6        | 66.586       | 53,3         |
|                                        | –                            | SPD               | 27.676      | 22,2        | 28.255       | 22,6         |
|                                        | –                            | PDS               | 16.565      | 13,3        | 16.911       | 13,5         |
|                                        | –                            | GRÜNE             | 6.003       | 4,8         | 4.839        | 3,9          |
|                                        | –                            | F.D.P.            | 3.795       | 3,0         | 4.787        | 3,8          |
|                                        | –                            | GRAUE             | –           | –           | 469          | 0,4          |
|                                        | –                            | REP               | –           | –           | 2.110        | 1,7          |
|                                        | –                            | MLPD              | –           | –           | 54           | 0,0          |
|                                        | –                            | ÖDP               | –           | –           | 446          | 0,4          |
|                                        | –                            | PBC               | –           | –           | 497          | 0,4          |
| Gesamt                                 | Gesamt                       | Gesamt            | 124.436     | 100         | 124.954      | 100          |
|                                        |                              |                   |             |             |              |              |
| Ungültige Stimmen                      | Ungültige Stimmen            | Ungültige Stimmen | 1.977       | 1,6         | 1.459        | 1,2          |
| Wähler                                 | Wähler                       | Wähler            | 126.413     | 75,2        | 126.413      | 75,2         |
| Wahlberechtigte                        | Wahlberechtigte              | Wahlberechtigte   | 168.044     |             | 168.044      |              |
|                                        |                              |                   |             |             |              |              |
| Quellen: Der Bundeswahlleiter, Stimmen |                              |                   |             |             |              |              |

## Bundestagswahl 1990
| Kandidaten                                       | Kandidaten                   | Parteien/Listen   | Erststimmen | Erststimmen | Zweitstimmen | Zweitstimmen |
| Kandidaten                                       | Kandidaten                   | Parteien/Listen   | Stimmen     | %           | Stimmen      | %            |
| ------------------------------------------------ | ---------------------------- | ----------------- | ----------- | ----------- | ------------ | ------------ |
|                                                  | Joachim Schmidtgewählt im WK | CDU               | 75.977      | 56,5        | 74.102       | 54,8         |
|                                                  | Klaus Dieckmann              | SPD               | 21.188      | 15,8        | 21.875       | 16,2         |
|                                                  | Wolfgang Jasper              | F.D.P.            | 13.083      | 9,7         | 16.202       | 12,0         |
|                                                  | Heinz Wolf                   | GRÜNE             | 9.807       | 7,3         | 6.803        | 5,0          |
|                                                  | –                            | REP               | –           | –           | 1.804        | 1,3          |
|                                                  | –                            | NPD               | –           | –           | 519          | 0,4          |
|                                                  | –                            | ÖDP               | –           | –           | 405          | 0,3          |
|                                                  | Gerd Seidel                  | DSU               | 3.353       | 2,5         | 2.142        | 1,6          |
|                                                  | Eva Steinhardt               | PDS               | 10.947      | 8,1         | 9.511        | 7,0          |
|                                                  | –                            | DIE GRAUEN        | –           | –           | 861          | 0,6          |
|                                                  | –                            | BSA               | –           | –           | 34           | 0,0          |
|                                                  | −                            | LIGA              | –           | –           | 676          | 0,5          |
|                                                  | –                            | KPD               | –           | –           | 66           | 0,0          |
|                                                  | –                            | Patrioten         | –           | –           | 15           | 0,0          |
|                                                  | –                            | SpAD              | –           | –           | 36           | 0,0          |
|                                                  | –                            | VAA               | –           | –           | 117          | 0,1          |
| Gesamt                                           | Gesamt                       | Gesamt            | 134.355     | 100         | 135.168      | 100          |
|                                                  |                              |                   |             |             |              |              |
| Ungültige Stimmen                                | Ungültige Stimmen            | Ungültige Stimmen | 3.522       | 2,6         | 2.709        | 2,0          |
| Wähler                                           | Wähler                       | Wähler            | 137.877     | 80,1        | 137.877      | 80,1         |
| Wahlberechtigte                                  | Wahlberechtigte              | Wahlberechtigte   | 172.214     |             | 172.214      |              |
|                                                  |                              |                   |             |             |              |              |
| Quellen: Statistik Sachsen, Kandidaten – Stimmen |                              |                   |             |             |              |              |

## Wahlkreissieger
| Wahl | Name            | Partei | Erststimmen |
| ---- | --------------- | ------ | ----------- |
| 1998 | Joachim Schmidt | CDU    | 39,5 %      |
| 1994 | Joachim Schmidt | CDU    | 56,6 %      |
| 1990 | Joachim Schmidt | CDU    | 56,5 %      |